# Mosab Hassan Yousef
Mosab Hassan Yousef (født 5. maj 1978 i Ramallah i Vestbredden) er søn af en tidligere førende Hamas-leder. Faderen var en af de ledende skikkelser, der oprettede Hamas-organisationen. Mosab blev kendt i 2008, da det kom frem, at han arbejdede som dobbeltagent ved at hjælpe israelerne med at miniminere terrorangreb for at redde liv på begge sider af konflikten. Han assisterede ved efterforskningen af sin faders meritter. Han konverterede fra islam til kristendommen og måtte flygte til USA, hvor han fik politisk asyl.

## Livet som dobbeltagent
Mosab Hassan Yousef er søn af hamas-toplederen Hassan Yousef, og derfor var det tænkt, at Mosab skulle følge i sin fars fodspor og blive en del af Hamas. Af den grund blev han af flere omgange fængslet af Shin Bet, Israels interne efterretningstjeneste. Han opdagede, at Hamas torturerede deres egne folk for at finde spioner/medsammensvorne, der samarbejdede med Israel. Det fik ham til at spekulere på, hvem fjenden i virkeligheden var. Mens han var i Shin Bets varetægt, lod han, som om han ville blive en spion for dem med den skjulte hensigt at snyde israelerne og forsvare sin far og Hamas. Efterhånden så han en hyklerisk holdning i Hamas, og da han blev kristen, brugte han sin position til at redde liv på begge sider af konflikten. Han arbejdede som dobbeltagent i næsten 10 år og blev en meget vigtig skikkelse hos Shin Bet, der udnyttede, at han havde tætte forbindelser til sin far, der havde en ledende rolle i Hamas' øverste cirkel. I 2008 søgte han politisk asyl i USA, og i den forbindelse blev hans historie kendt i hele verden.

## Asyl i USA
Hans historie blev opfattet utrolig i sådan en grad, at amerikanerne i første omgang nægtede at give ham asyl, med den begrundelse at han var en del af Hamas, og at man ikke troede på hans historie om, at han var en hemmelig agent for Shin Bet. I den forbindelse valgte israeleren, Gonen Ben Itzhak, en pensioneret Shin Bet-agent, at hjælpe med at bekræfte Mosab Hassan Yousefs historie under en høring i USA, hvilket førte til, at han fik asyl. Han udtalte i den forbindelse, at USA er det bedste land, fordi landet og dets konstitution forsvarer friheden.

## Synspunkter om Mellemøsten
Hans beslutning om at forlade islam samt hans hjælp til israelerne med at afværge terrorangreb har gjort ham til et dødsmål i Mellemøsten. På trods af konsekvenserne er han overbevist om, at situationen kan blive løst, og at der bliver fred, hvis der tales om problemerne med religionen islam og den ”ondskab”, som han så i tiden hjemme i Mellemøsten. Han håber i så fald, at han kan få mulighed for at vende hjem. Han har sagt, at han er blevet rystet af Hamas’ brutalitet, der inkluderer selvmordsbomber, der søger ære gennem jihad. Han har sagt om Hamas, at de "blot bruger de civiles liv, de bruger børn, de bruger lidelse af folket hver eneste dag til at nå deres mål. Og det er hvad jeg hader”.
Om sit folk, palæstinenserne, har han sagt, at han elsker sit folk, og at de har ret til at leve som alle andre nationer på jorden, men at han på samme tid gerne vil hjælpe dem til at gå den rette vej.